# Pertusaria isidioides
Pertusaria isidioides är en lavart som först beskrevs av Schaer., och fick sitt nu gällande namn av Johann Franz Xaver Arnold. Pertusaria isidioides ingår i släktet Pertusaria och familjen Pertusariaceae.   Inga underarter finns listade i Catalogue of Life.